# Михайлов, Николай Иванович (кораблестроитель)
Михайлов Николай Иванович (1 [13] мая 1874, Санкт-Петербург — 7 апреля 1938, Николаев) — кораблестроитель, старший помощник судостроителя Севастопольского порта, полковник Корпуса корабельных инженеров, профессор Одесского политехнического и Николаевского кораблестроительного институтов.

## Биография
Родился 1 (13) мая 1874 года в Санкт-Петербурге в многодетной семье. Был старшим среди восьми детей. Его отец происходил из кантонистов — крестьянских детей Киевской губернии, был старшим унтер-офицером музыкантской команды Преображенского полка, мать — дочерью матроса, квартирмейстера, а затем каптенармуса в Морском кадетском корпусе. Окончил 6 классов Третьей классической 8-летней гимназии в Санкт-Петербурге.

### Служба в Российском императорском флоте
В 1890 году поступил на кораблестроительное отделение Технического училища Морского ведомства в Кронштадте. В службе с 1892 года.
После окончания училища проходил службу на судостроительных заводах Санкт-Петербурга. В 1896—1897 годах принимал участие в строительстве броненосца береговой обороны «Адмирал Сенявин» (спущен на воду 10 августа 1894 года) и канонерской лодки «Храбрый» (спущена на воду 9 ноября 1895 года) на этапах достройки на верфи Нового адмиралтейства, оба корабля вошли в строй Балтийского флота в 1897 году. Составлял техническую смету на постройку броненосца «Севастополь».
В сентябре 1899 года был командирован в Германию помощником наблюдающего за постройкой военных кораблей, заказанных морским ведомством на верфи Круппа и Ховальд, и на заводе «Вулкан» — верфь Штеттине.
В сентябре 1905 года был произведён в младшие помощники судостроителя Корпуса корабельных инженеров. В 1906 году окончил Николаевскую морскую академию. В 1907 — переименован из младших судостроителей в подполковники Корпуса корабельных инженеров. Работал в Санкт-Петербурге корабельным инженером на постройке новых судов и по судоремонту. В 1911 году произведён в полковники, был командирован на различные судостроительные, механические, сталелитейные заводы в Англии, Голландии, Дании и Швейцарии.
После возвращения из заграничной командировки переведён в Николаев. С 1 января 1912 года был постоянным членом Комитета для наблюдения за постройкой кораблей в Чёрном море, работал наблюдающим за постройкой на верфях завода «Руссуд» четырёх лёгких крейсеров типа «Светлана» для Чёрного моря: «Адмирал Нахимов» (спущен на воду 19 октября 1915), «Адмирал Лазарев» (спущен на воду 8 июня 1916), и два недостроенных крейсера «Адмирал Истомин» и «Адмирал Корнилов». В феврале 1918 года был уволен с военной службы в чине статского советника, продолжал выполнять обязанности наблюдающего за постройкой кораблей по вольному найму.

### Служба в Белом флоте
В 1918 году при оккупации Николаева германскими войсками отказался от службы и присяги Украинской державе, и в июне переехал в Одессу. Работал на судостроительном заводе Русского общества пароходства и торговли (ныне Черноморский судостроительный завод).
Затем, до апреля 1919 года, временно работал в качестве эксперта техно-оценочной подкомиссии временного Комитета по демобилизации судов торгового флота. В мае 1919 года по мобилизации был назначен корабельным инженером Морского отдела обороны Северо-Западного побережья Чёрного моря. В августе 1919 года, после захвата Одессы войсками ВСЮР, был взят на учёт и вместе с другими военными моряками находился под судом за службу Советской власти. В ноябре 1919 года по мобилизации Белого флота морских специалистов, был назначен экспертом техно-оценочной подкомиссии восстановленного Комитета по демобилизации судов торгового флота.

### В Советское время
В марте 1920 года был зачислен инженером в техническое бюро на Первый судоремонтный завод Черноморского транспорта, призван на действительную военную службу, с оставлением в занимаемой должности на заводе и находился в распоряжении Наркомата пути. С мая 1921 года состоял консультантом, а затем начальником технической части Одесского районного судоподъёма Морского комитета, с марта по сентябрь того же года преподавал в Одесском Морском Техникуме, а с 1 октября — на судостроительном факультете Одесского политехнического института. 13 января 1922 года был демобилизован. С 1923 по 1924 года работал в Черноморском отделении Городского судоподъёма Центрального управления морфлота. После передачи всех работ ЭПРОНу, был уволен по сокращению штатов.
В ноябре 1924 года был арестован по делу производителя работ Черноморского отдела Городского судоподъема Центрального управления морфлота инженера Орлова. 5 декабря освобождён без предъявления обвинения. С апреля 1925 года являлся профессором на кафедре теории корабля Одесского политехнического института, действительным членом Института корабельных инженеров в Одессе. Имел ряд научных работ. С 1926 года был консультантом-библиографом технических наук в Государственной публичной библиотеке. В 1930 году стал профессором кафедры теории корабля в Николаевском кораблестроительном институте. С октября 1932 года — старший научный сотрудник Научно-исследовательского института судостроения. В октябре 1934 года вышел на пенсии по состоянию здоровья.
В начале 1938 года был арестован и заключён в тюрьму. В марте жена Анна Полиеновна (урожд. Новикова) подала Председателю комитета по ссыльным и политзаключённым Е. П. Пешковой прошение об освобождении мужа. 7 апреля 1938 года Михайлов Николай Иванович был приговорён к высшей мере наказания и расстрелян в тот же день.

## Награды
Российской империи:
- Орден Святого Станислава 2 степени (1913);
- Орден Святой Анны 2 степени (30 июля 1915);
- светло-бронзовая медаль «В память 300-летия царствования дома Романовых» (1913);
- светло-бронзовая медаль «В память 200-летия морского сражения при Гангуте» (1915);[2].

Иностранные:
- Орден Красного орла 4 степени (1900)[1].